# كريستيان نونيز (لاعب كرة قدم)
كريستيان نونيز (بالإسبانية: Cristian Núñez)‏ (2 أغسطس 1980 في الأرجنتين - ) هو لاعب كرة قدم أرجنتيني في مركز الهجوم. لعب مع نيولز أولد بويز ويونيون دي سانتا في وBoca Unidos ‏.

## وصلات خارجية
- كريستيان نونيز على موقع قاعدة بيانات كرة القدم.إي يو (الإنجليزية)
- كريستيان نونيز على موقع Soccerway.com (الإنجليزية)